# Małgorzata Delimata
Małgorzata Delimata, właściwie Małgorzata Delimata-Proch – polska historyk, dr hab. nauk humanistycznych, profesor nadzwyczajny Instytutu Historii Wydziału Historii Uniwersytetu im. Adama Mickiewicza w Poznaniu.

## Życiorys
24 czerwca 2002 obroniła pracę doktorską Dziecko w Polsce średniowiecznej, 29 czerwca 2015 habilitowała się na podstawie pracy zatytułowanej Obce i rodzime władczynie polskiego średniowiecza w polskim piśmiennictwie XIX wieku. Kształtowanie wizerunku i recepcja. Otrzymała nominację profesorską. Została zatrudniona na stanowisku adiunkta w Instytucie Historii na Wydziale Historii Uniwersytetu im. Adama Mickiewicza.
Objęła funkcję profesora nadzwyczajnego w Instytucie Historii na Wydziale Historii Uniwersytetu im. Adama Mickiewicza w Poznaniu.